# Parque nacional Forillon
El parque nacional Forillon es un parque nacional de Canadá que se encuentra localizadao en la península de Gaspesia, en la provincia de Quebec. El parque tiene bosques, costa marina, ciénagas saladas, dunas de arena, acantilados y la punta septentrional de los Apalaches. 
Creado en 1970, Forillon fue el primer parque nacional canadiense localizado en provincia de Quebec. Tiene una superficie de 244 km².
Se cree que la palabra forillon se refiere a un islote que solía ser un hito en el área pero que ahora habría colapsado en el mar.
El parque incluye colonias de pájaros marinos, diversas especies de ballenas, foca común y foca gris, oso negro americano, alce, caribú y otros animales de bosque.

## Galería de imágenes

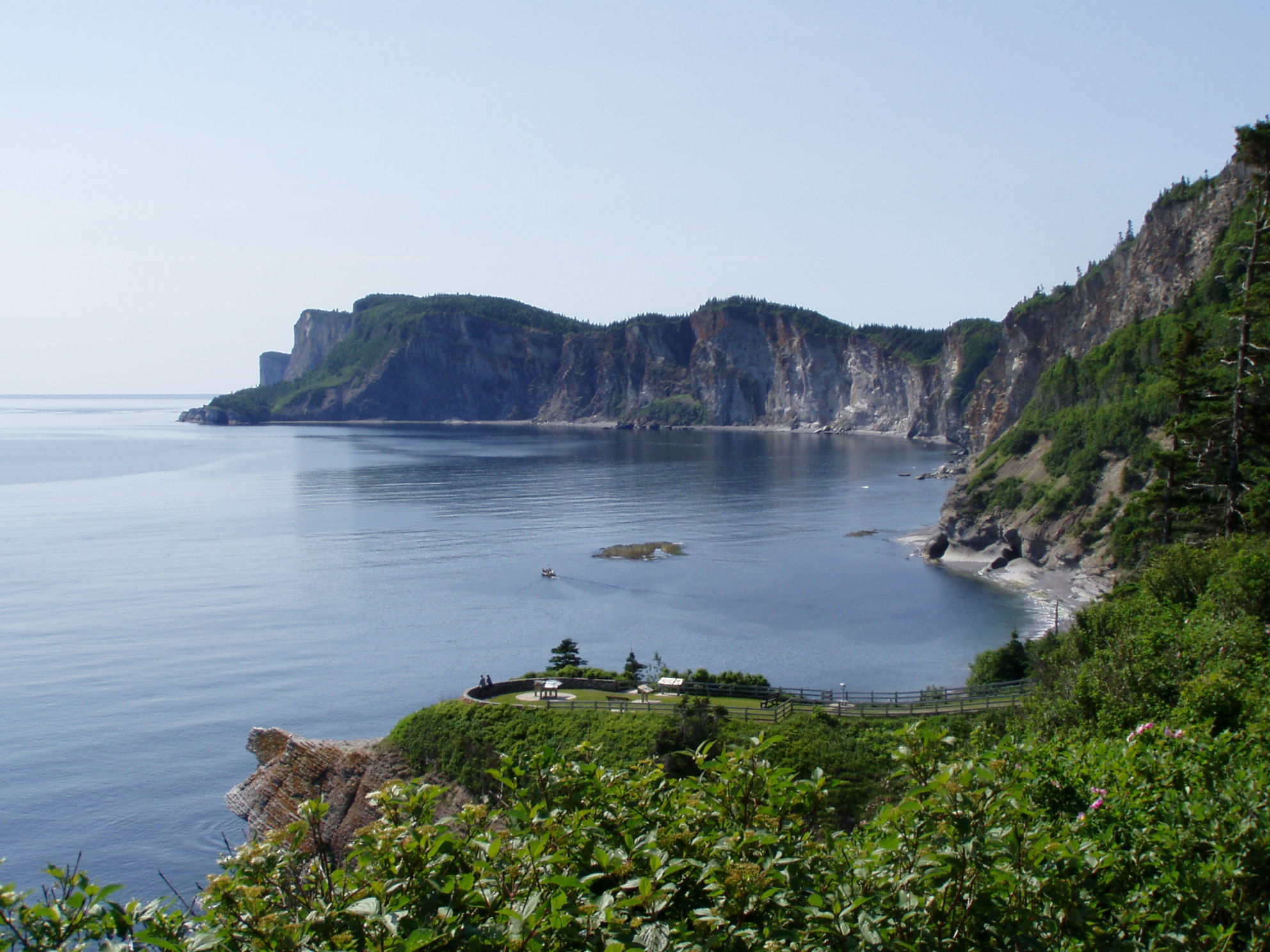
El cabo Gaspé desde el cabo Bon-Ami, en la parte norte de la península de Forillon
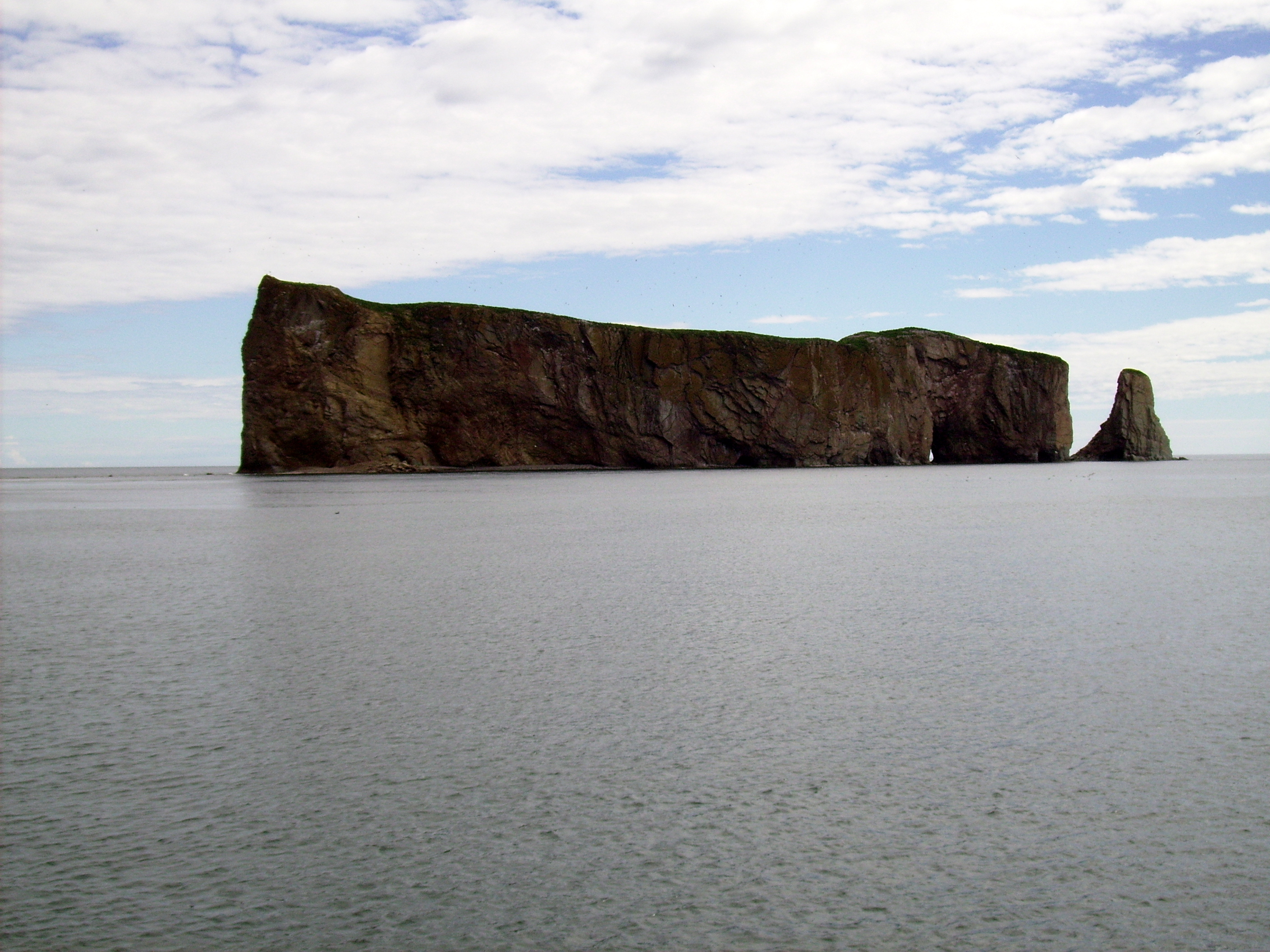
Rocher Percé frente a la isla Bonaventure
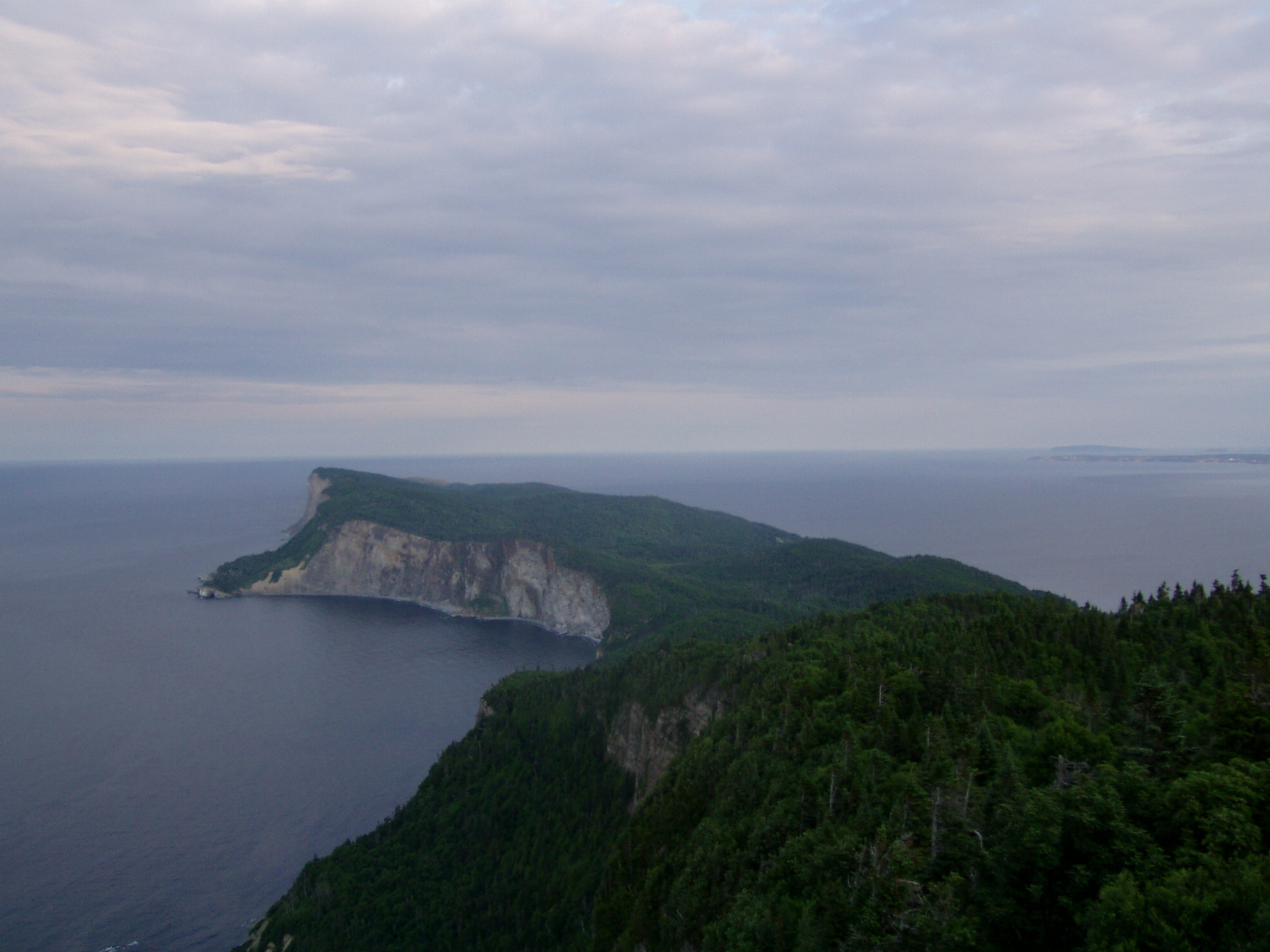
La península hacia el cabo Gaspe, desde Mont Saint-Alban

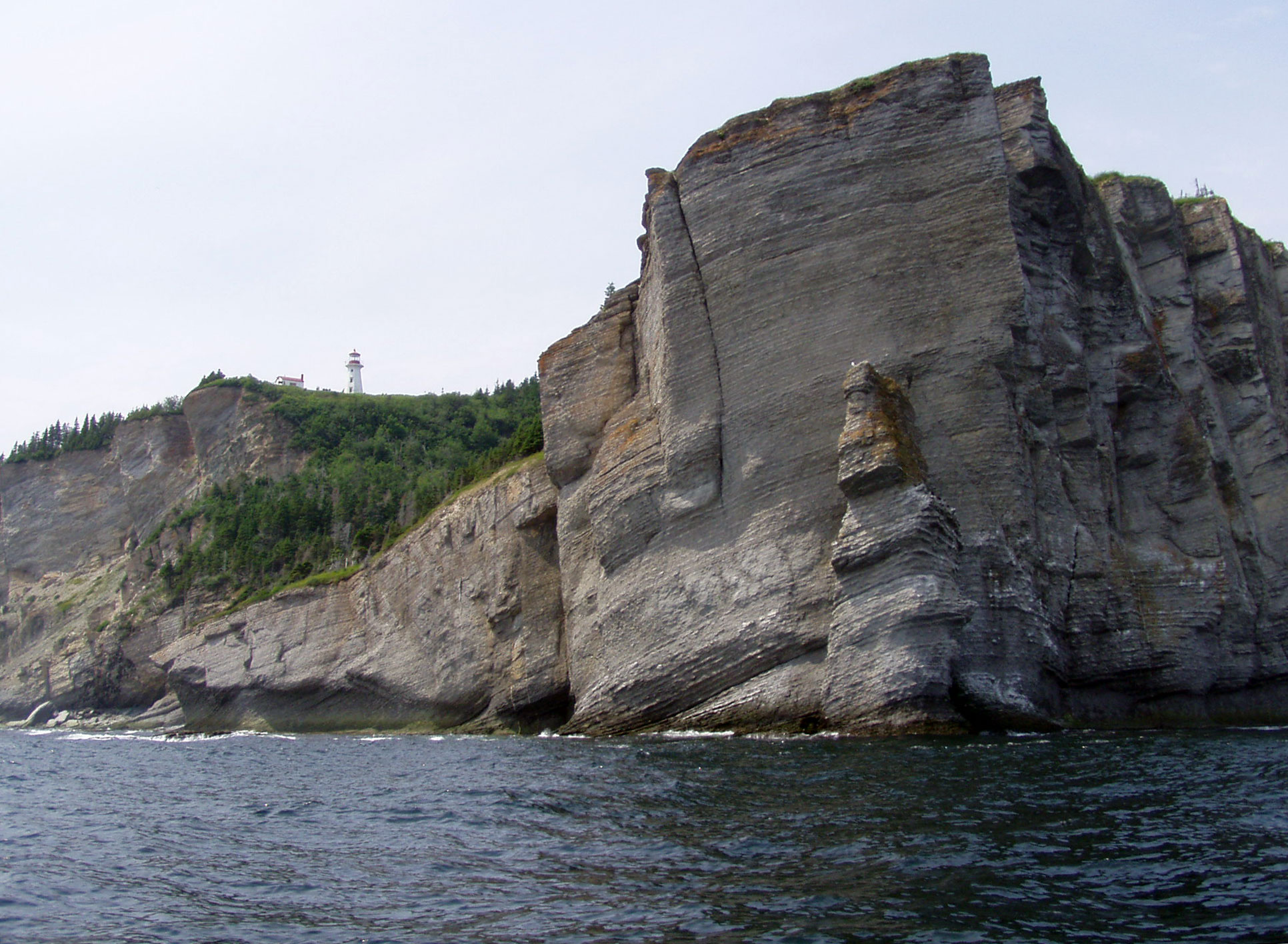
Formación rocosa llamada "Le Vieux" (El Viejo) y el faro del cabo Gaspé
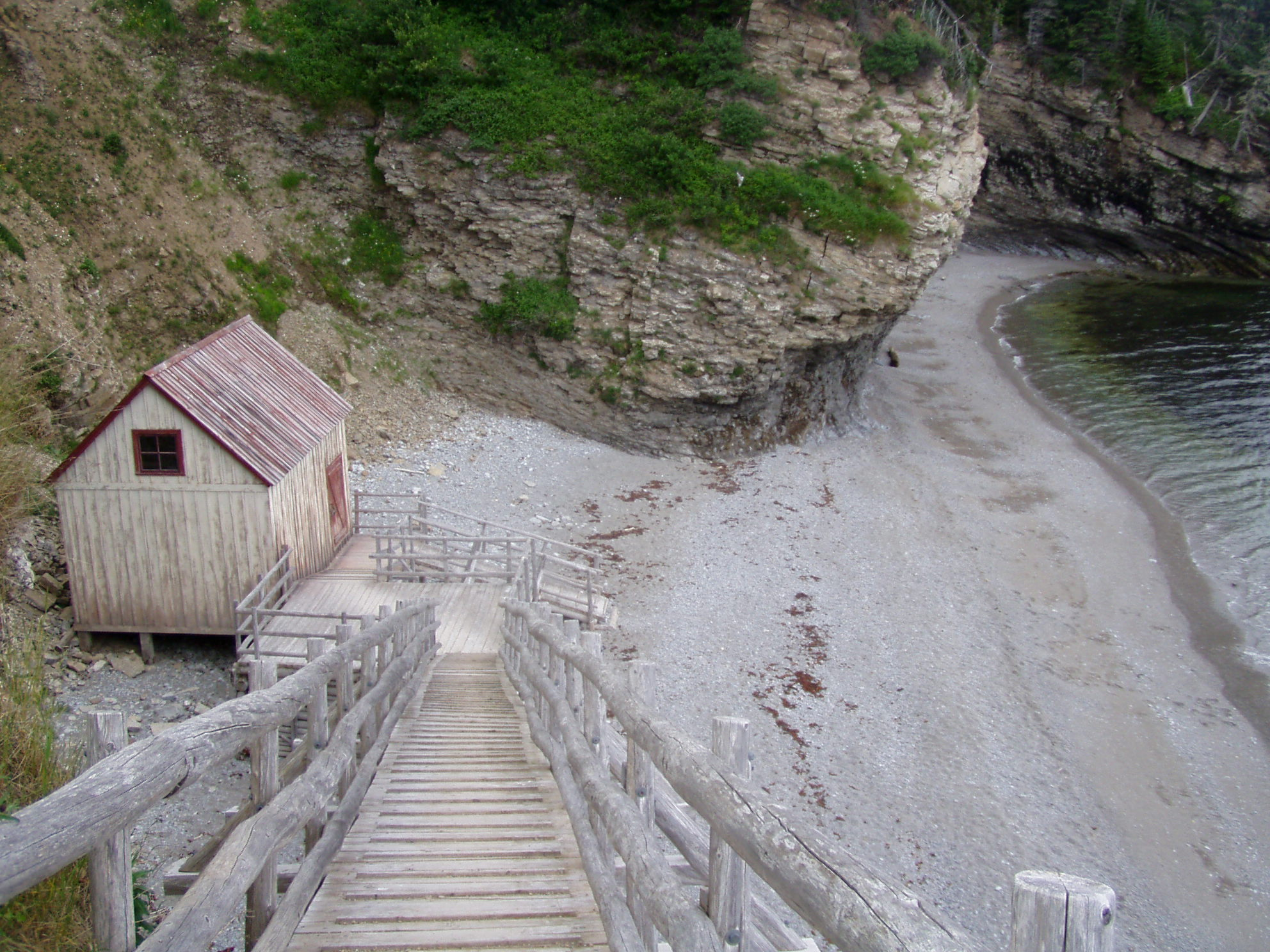
Reproducción de una instalación tradicional de pesca de bacalao, creada para la serie de televisión "L'ombre de l'épervier".
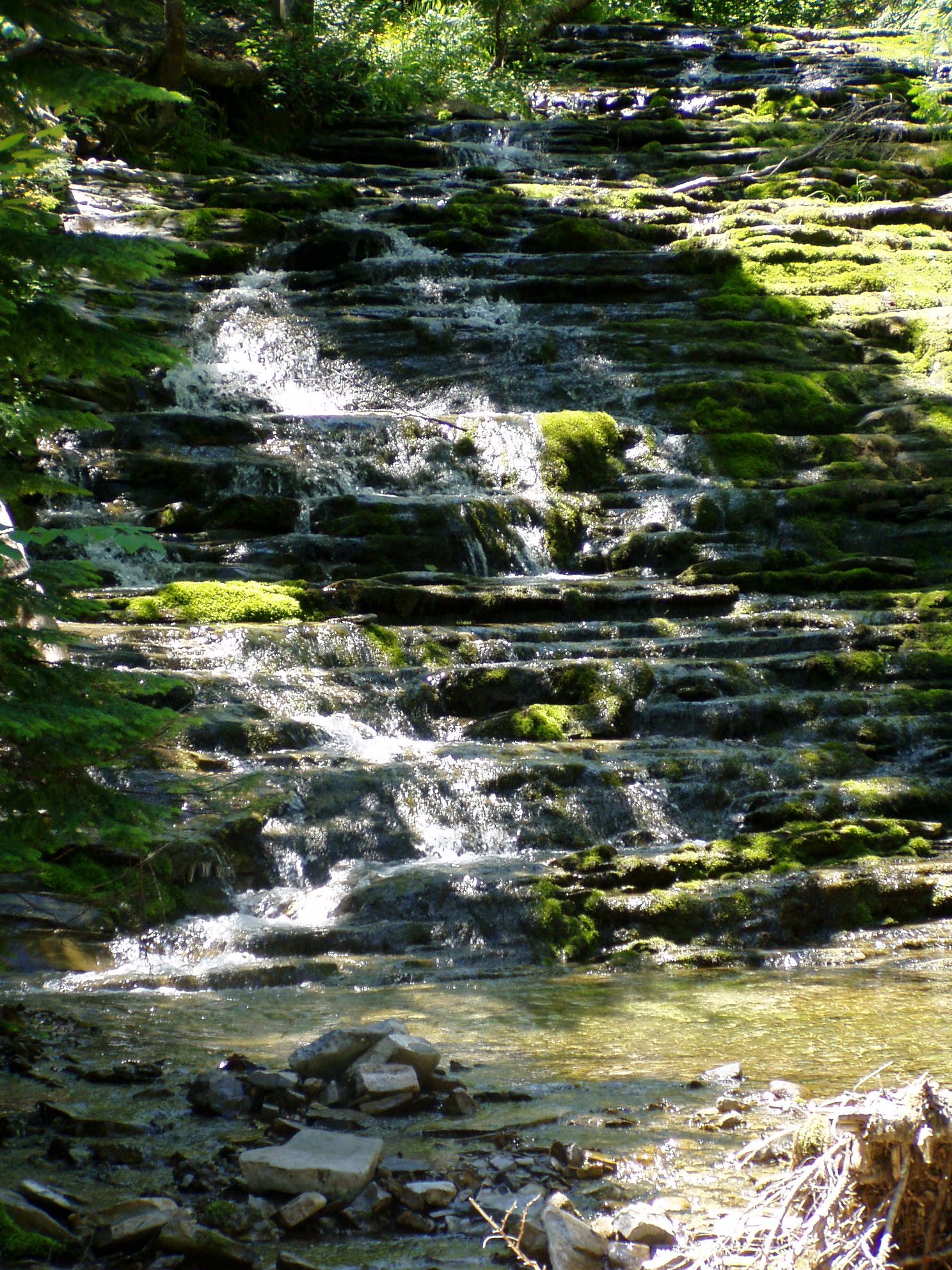
Cascada en el camino de "La Chute"
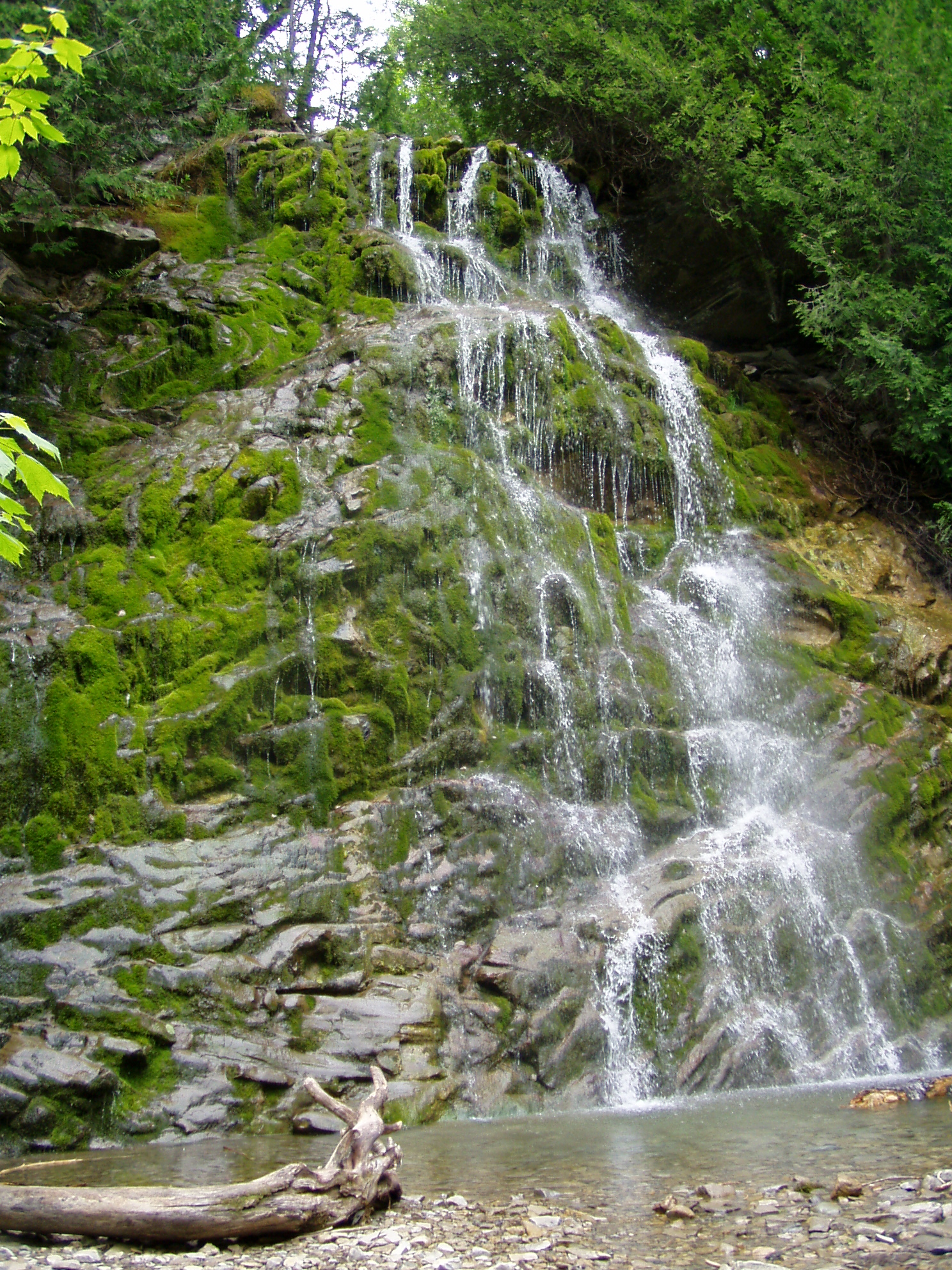
Cascada en "La Chute"

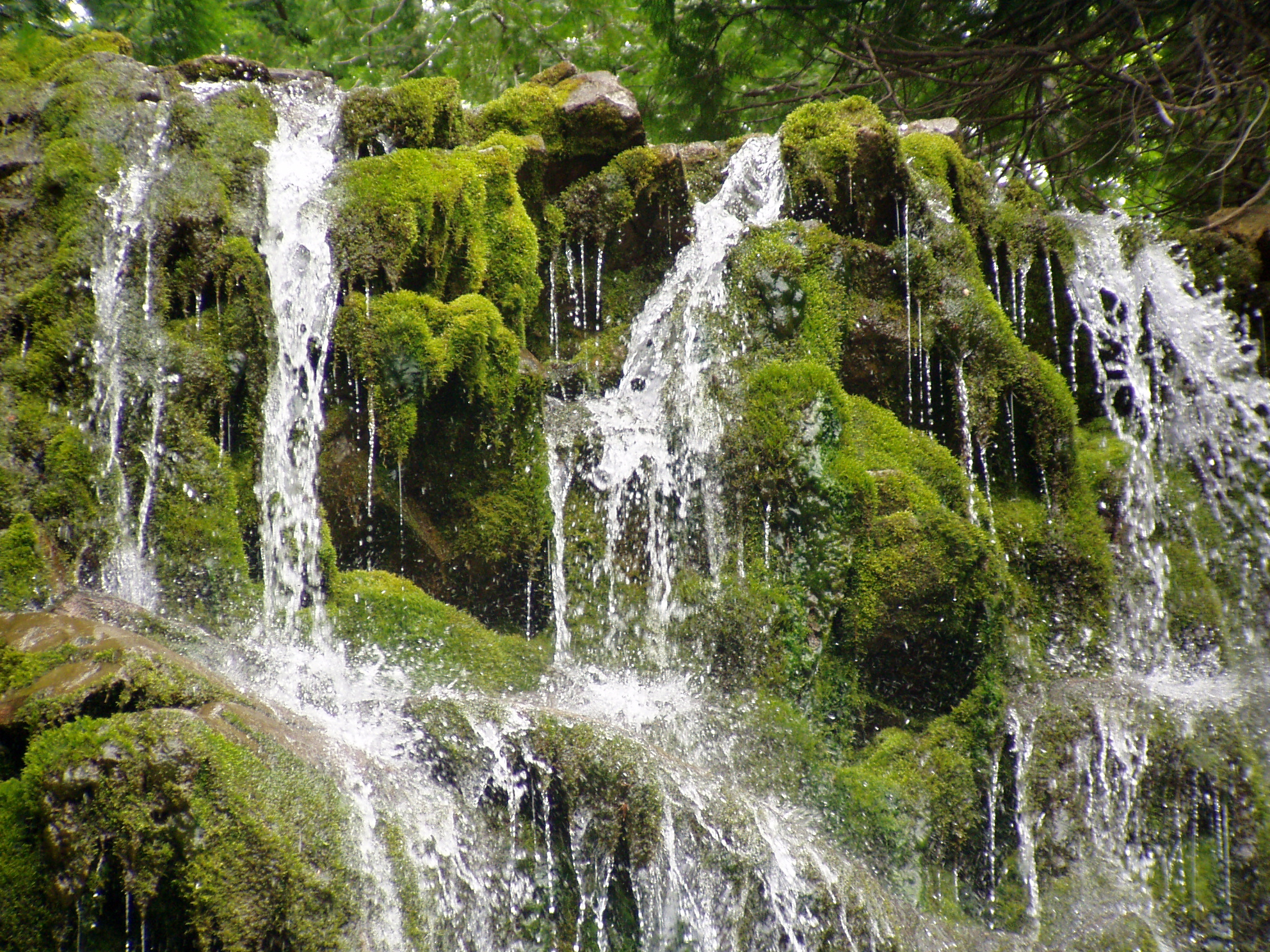
Agua contra las rocas mohosas. "La Chute"
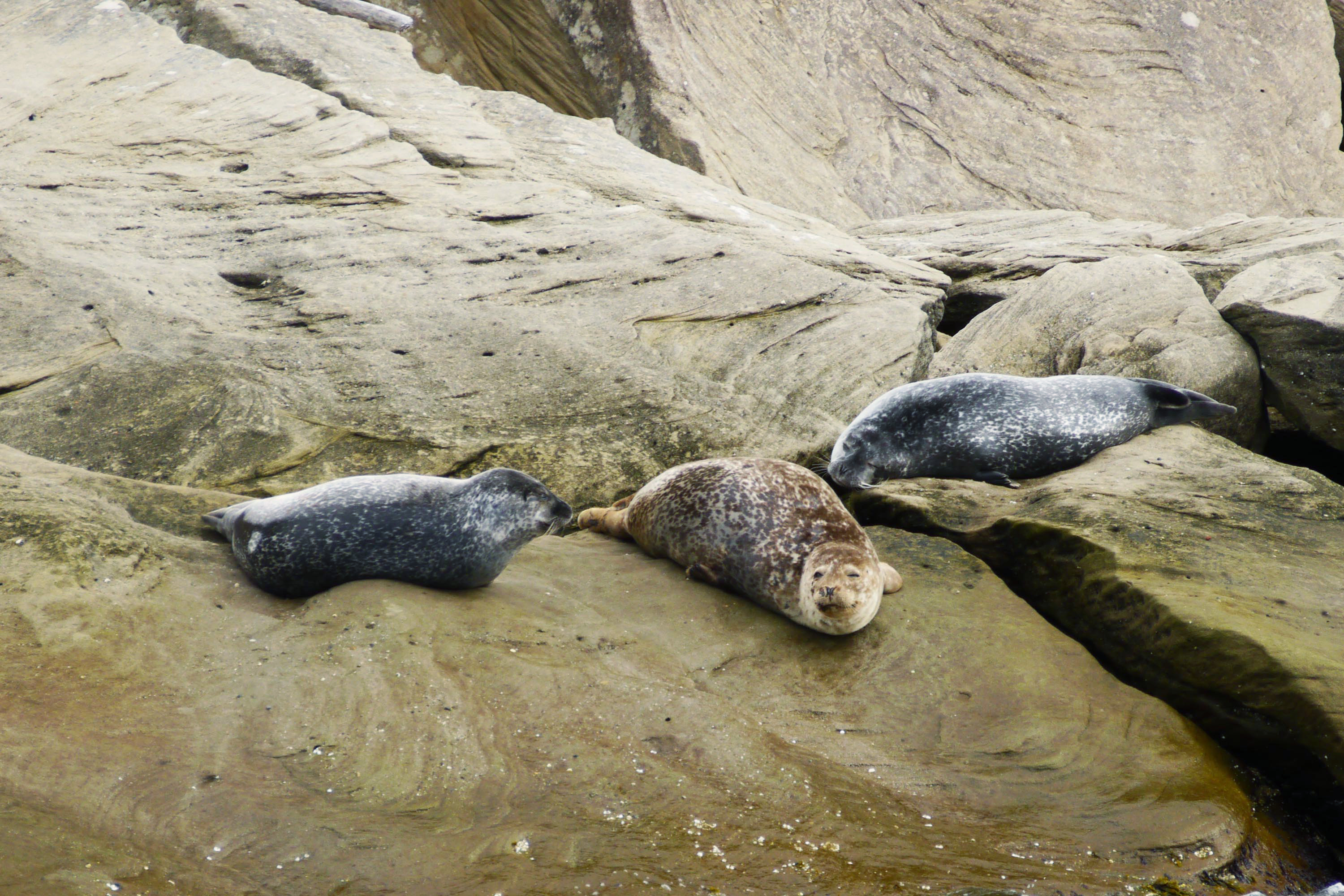
Focas comunes (Phoca vitulina) en la costa del cabo Gaspé.
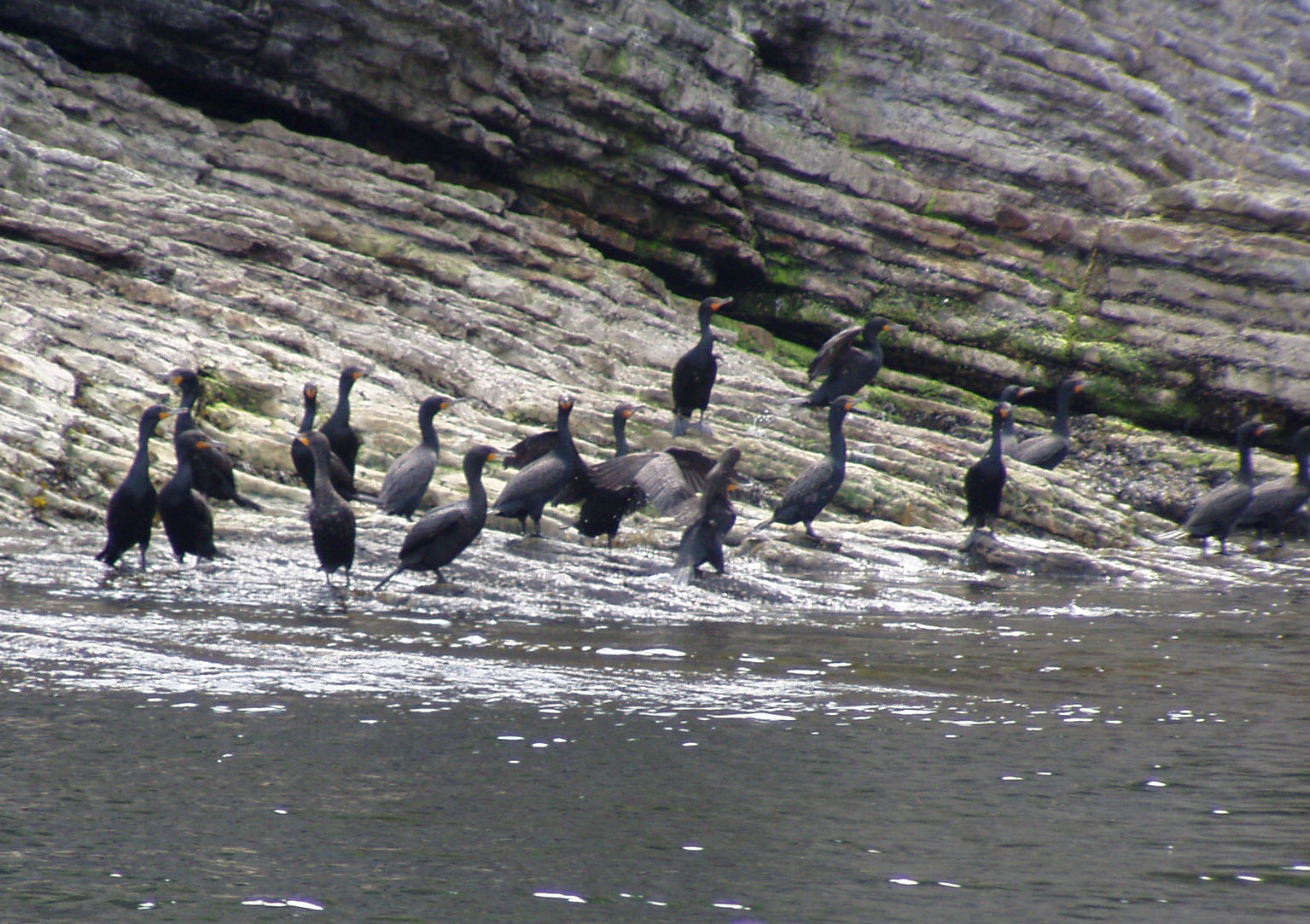
Cormoranes de doble cresta (Phalacrocorax auritus) cerca del cabo Bon-Ami
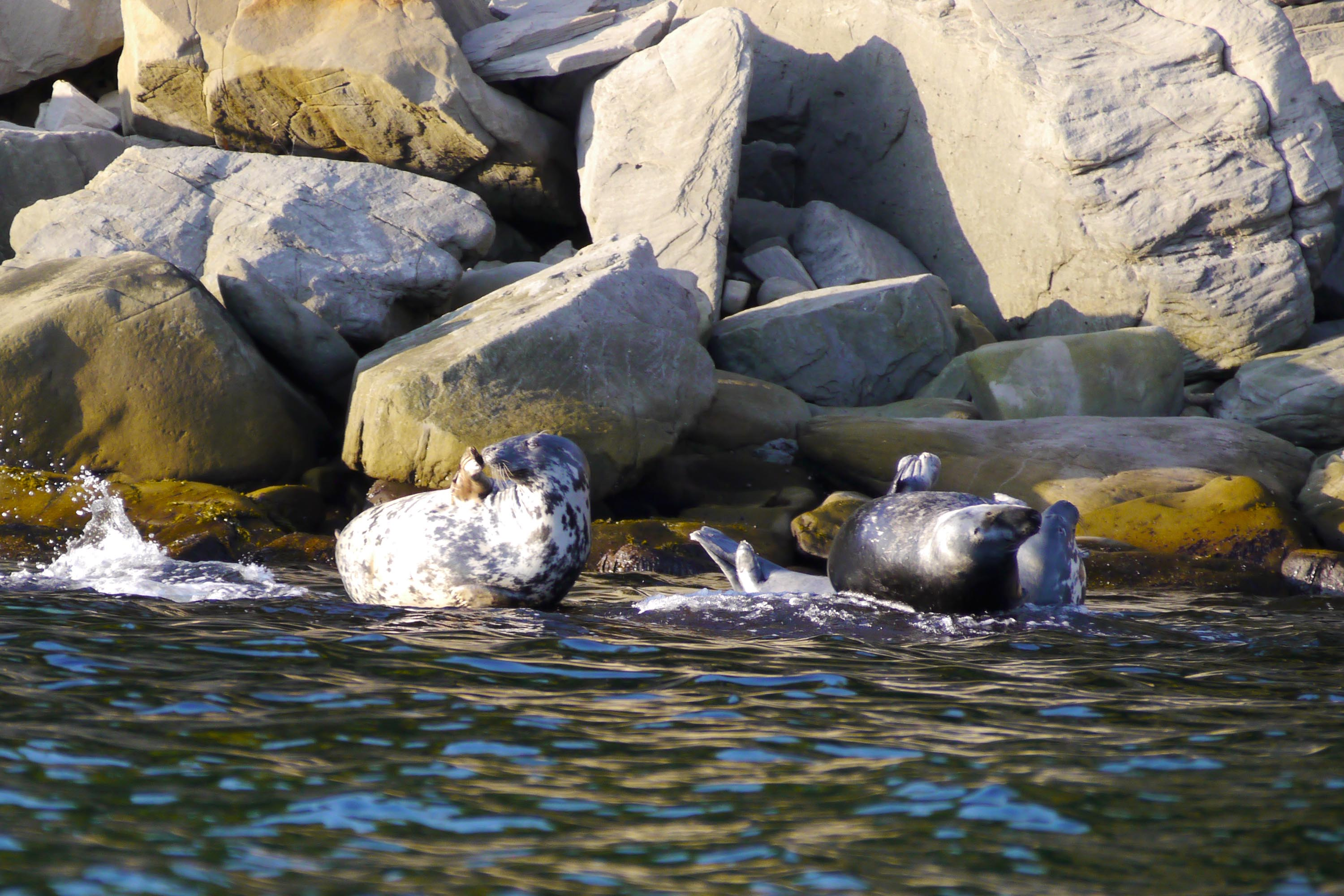
Focas grises (Halichoerus grypus)  en la costa del cabo Gaspé.
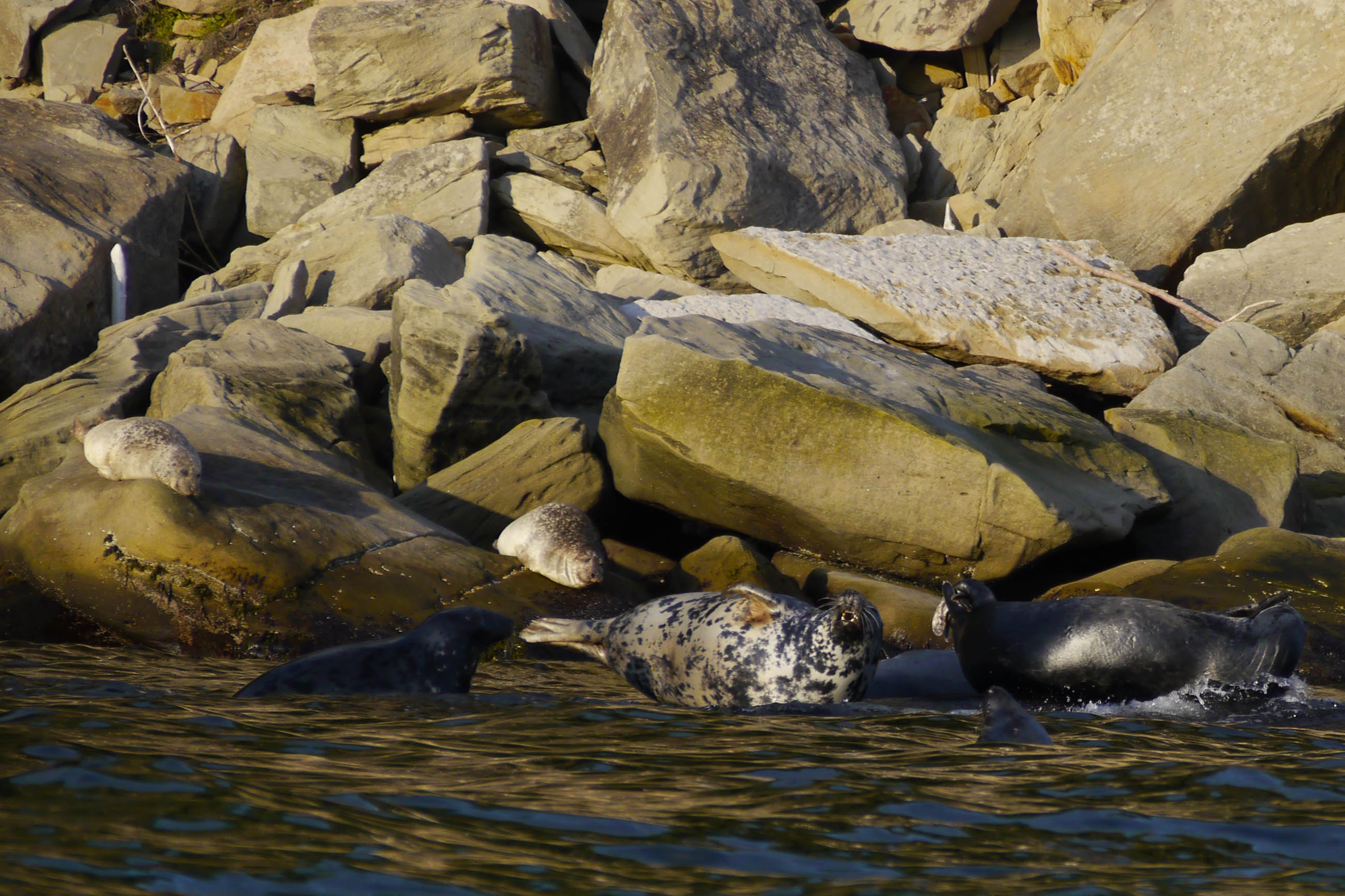
Focas grises (Halichoerus grypus) en primer plano y dos focas comunes (Phoca vitulina) al fondo, en la costa del cabo Gaspé.
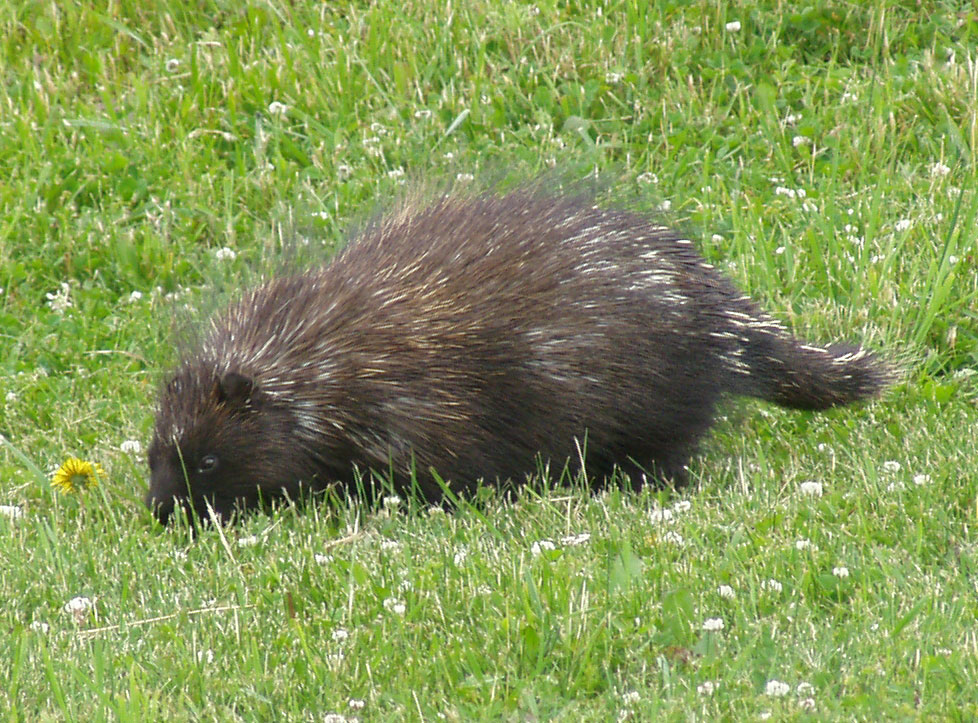
Puercospín americano (Erethizon dorsatum) en el cabo Gaspé.
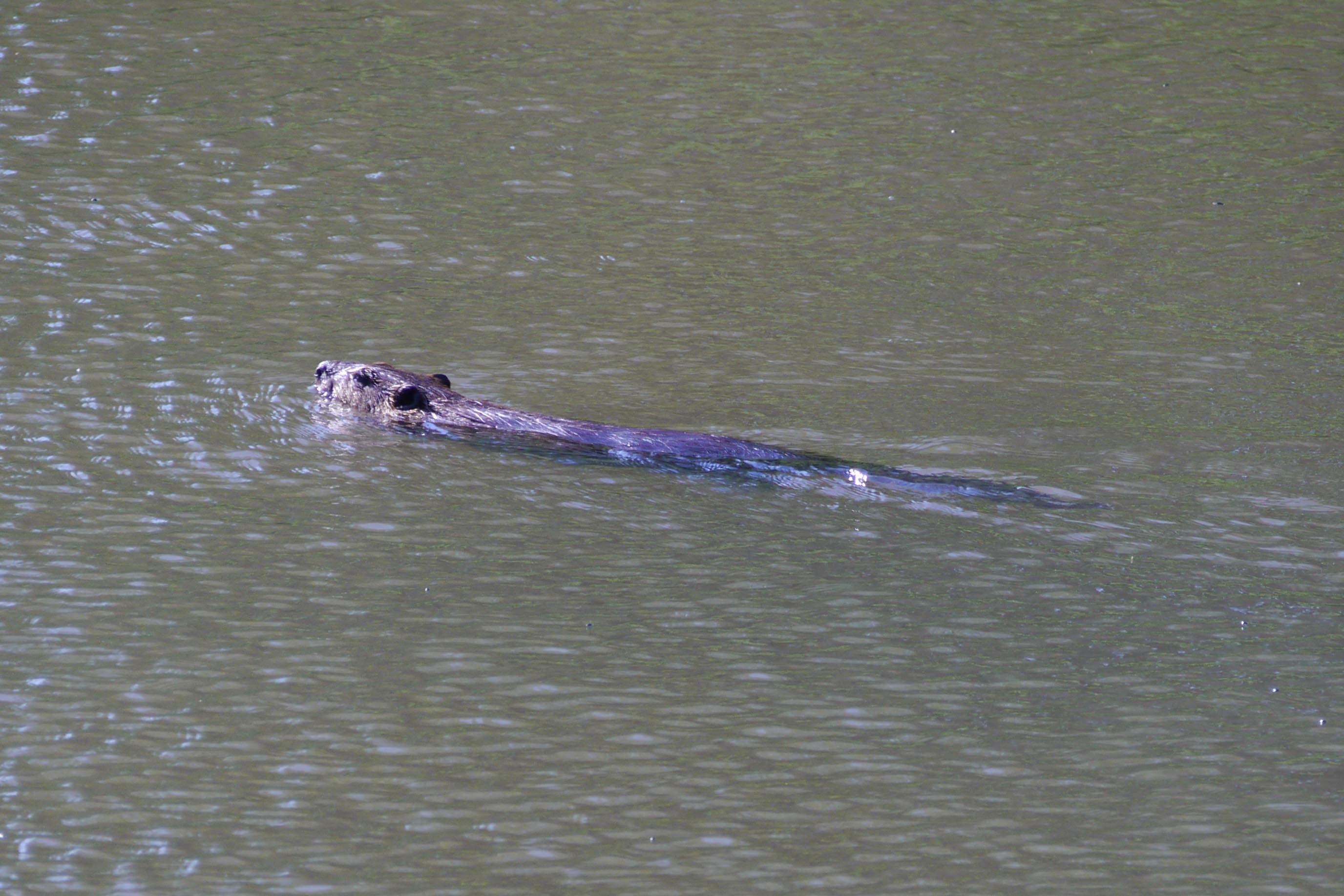
Castor americano (Castor canadiensis) en el sendero 'Le Castor'.